# Nomi della Germania

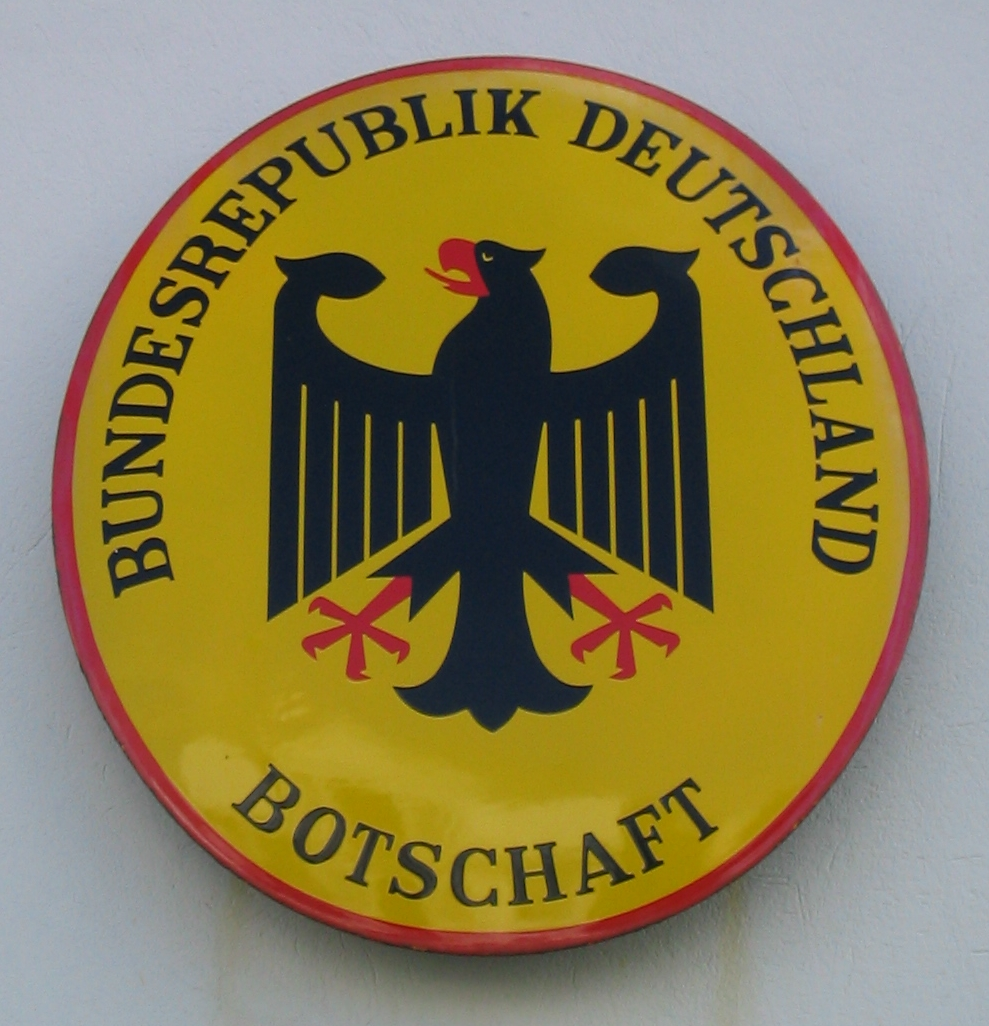
Nome ufficiale della Repubblica di Germania in uno stemma ufficiale dell'ambasciata Tedesca in Islanda.

Deutschland in altre lingue

Poiché la Germania è situata in una posizione centrale rispetto all'intero territorio europeo e ha una lunga storia contraddistinta dall'alternarsi di tribù e Stati che occuparono questa regione, nelle diverse lingue esistono nomi molto diversi per designarla, probabilmente più di qualunque altra nazione europea: per esempio in tedesco la nazione viene denominata Deutschland, in francese Allemagne, in polacco Niemcy e in finlandese Saksa.
Il popolo che abita la Germania ha a sua volta nomi diversi: ad esempio in italiano, al posto del prevedibile germanico, viene utilizzato tedesco, sebbene in Alto Adige e nella Svizzera italiana sia ampiamente diffuso l'uso di germanico in luogo di tedesco, dove quest'ultimo viene in primo luogo impiegato per germanofono (e in contrapposizione a "italiano") indipendentemente dall'appartenenza politica.
È possibile distinguere sei gruppi etimologici con i quali viene denominata la nazione tedesca.

## Deutsch
Dall'alto tedesco antico diutisc, derivato a sua volta dal proto-germanico *Þeudiskaz, che significa "della gente". Deriva la parola deutsch che indica le lingue germaniche. Inoltre le lingue nord germaniche la parola tysk con consonanti indurite, la lingua germanica occidentale con le forme con /d/- così come /s/- e poi /ʃ/-Laut eigen.
In altri idiomi, il cinese Déyìzhì (ZH)  [IPA:tɤ̌.î.ʈʂž̩] con fonetica „deutsch“, e la forma breve Dé (ZH)  [IPA:tɤ̌] che indica il popolo, la nazione, la lingua. Il giapponese Doitsu (tradizionale: 独逸 (corto: 独 doku) odierno ドイツ) foneticamente inteso come dei paesi bassi duits. In coreano la scrittura 独逸 come Dogil 독일.
- Afrikaans: Duitsland

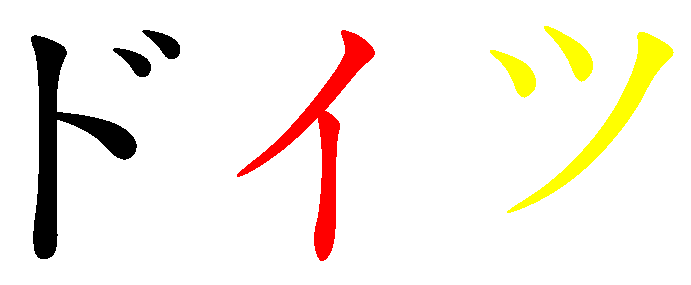
Doitsu

- Cinese: 德意志 sia in cinese semplificato che in cinese tradizionale (pinyin: Déyìzhì)
spesso abbreviato in 德國/德国 (Déguó, "Dé" come abbreviazione di 德意志,
e "guó" significa "nazione")
- Coreano: 독일(獨逸) (Dogil/Togil)
- Danese: Tyskland
- Faroese: Týskland
- Giapponese: ドイツ(独逸) (Doitsu)
- Islandese: Þýskaland
- Italiano: Tedesco (nome degli abitanti)
- Nahuatl: Teutōtitlan
- Norvegese: Tyskland
- Olandese: Duitsland
- Sesotho del nord: Tôitšhi
- Svedese: Tyskland
- Tedesco: Deutschland
- Vietnamita: Đức
- Yiddish: דײַטשלאַנד (Daytshland)

## Dal greco e latino
Dal greco e latino Germania. Non è del tutto chiara la etimologia del termine Germania. È presente sin dal 200 a.C. da fonti romane che parlano delle popolazioni del Nord dell'impero. In particolare è noto il termine risalente al 51 a.C. usato da Giulio Cesare nel Commentarii de bello Gallico, per le popolazioni ai confini del Reno tra Galli e Germania Magna. Così fu indicato il popolo dei Germani.
Nel medioevo, la parola venne usata per indicare la zona nativa del Reno. Durante l'Umanesimo la scritta Germania rimaneva nella letteratura antica e nella lingua latina ad indicare il territorio tedesco. Dal XVI secolo il termine venne usato dagli inglesi. Da qui deriva il termine latino-inglese german oggi universalmente usato per indicare la nazione e il popolo tedesco, come nelle lingue artificiali esperanto e interlingua.
- Albanese: Gjermania
- Armeno: Գերմանիա (Germania)
- Bulgaro: Германия (Germanija)
- Inglese: Germany
- Esperanto: Germanio (o Germanujo)
- Gaelico scozzese: A' Ghearmailt
- Georgiano: გერმანია (Germania)
- Greco: Γερμανία (Germanía)
- Ebraico: גרמניה‎ (Germania)
- Hawaiiano: Kelemania
- Hindi: जर्मनी (Jarmanī)
- Indonesiano: Jerman
- Interlingua: Germania
- Italiano: Germania
- Latino: Germania[6]
- Macedone: Германија (Germanija)
- Malese: Jerman
- Maltese: Ġermanja
- Māori: Tiamana
- Romeno: Germania
- Russo: Германия (Germanija)
- Scozzese: An Ghearmáin
- Somalo: Jermalka
- Sundanese: Jérman
- Swahili: Ujerumani
- Tahitiano: Heremani
- Tamil: Jarmani
- Thai: เยอรมนี (yerramani)

## Alemanni
Dal nome delle tribù degli Alemanni al tempo del Regno Franco dei Galloromani. Designava le popolazioni dei Germani. Nel XI e XII secolo fu usato anche dagli italici e dagli inglesi. Così come dai portoghesi della penisola iberica dal XII secolo al XV secolo. Grazie alla Reconquista si diffuse nel mondo arabo e nell'America Latina.
- Arabo: ألمانيا‎ ('Almāniyā)
- Azero: Almaniya
- Basco: Alemania
- Bretone: Alamagn
- Catalano: Alemanya
- Curdo: Elmaniya
- Estremegno: Alemaña
- Filippino: Alemanya
- Francese: Allemagne
- Galiziano: Alemaña
- Gallese: Yr Almaen
- Guaranì: Alemáña
- Italiano: Alemagna[8] (antico o letterario)[9]
- Kazako: Алмания (Almanïya)
- Occitano: Alemanha
- Ojibwe ᐋᓂᒫ (Aanimaa)
- Persiano: آلمان‎ ('Ālmān)
- Piemontese: Almagna
- Portoghese: Alemanha.[7]
- Spagnolo: Alemania
- Turco: Almanya

## Sassoni
Dal nome delle tribù Sassoni:
- Estone: Saksamaa
- Finlandese: Saksa
- Tornedaliano: Saksa
- Livone: Saksāmō

## Lingue slave
Dalla parola in antico slavo ecclesiastico "muto". Nelle lingue slave e altri idiomi del sudest Europa esiste la parola němьcь, plurale němьci „straniero“ e deriva dall'aggettivo němъ „muto“ (con suffisso -ьcь). La parola designa l'origine straniera, idioma che non viene inteso (così nella Cronaca degli anni passati). Più tardi diventa relativa ai soli tedeschi. La spiegazione comune del nome del popolo degli slavi è una contrazione, da slavo. slóvo (parola) ne deriva. In ungherese e romeno il significato della parola slava. Altra teoria dei linguisti è la derivazione dai Nemeter sul Reno dal De Bello Gallico.
- Bielorusso: Нямеччына (Njameččyna)
- Croato: Njemačka
- Ceco: Německo
- Casciubo: Miemieckô
- Polacco: Niemcy
- Serbo: Немачка (Nemačka)
- Slesiano: Ńymcy
- Slovacco: Nemecko
- Sloveno: Nemčija
- Ucraino: Німеччина (Nimeččyna)

## Volk
Probabilmente dal tedesco Volk ("popolo"):
- Curlandese: Vāce Zėm
- Lettone: Vācija
- Lituano: Vokietija

## Altre etimologie
- Lusiziano: bawory o bawery (in modo dialettale) - dal nome delle tribù bavaresi.
- Norreno: Suðrvegr - letteralmente "strada del sud" (in contrapposizione a Norvegr Norvegia)[17]
- Tahitiano: Purutia (oppure Heremani) - una modifica di Prusse, il nome in francese per il regno di Prussia.